# Josef Tesla
Josef Tesla (22. února 1905 Ostrava – 29. dubna 1963 Praha) byl český a československý poválečný politik Komunistické strany Československa, poslanec Prozatímního Národního shromáždění a Národního shromáždění ČSR a ministr vlády Československa.

## Biografie
Pocházel z hornické rodiny. Vyučil se soustružníkem a od mládí se zapojil do dělnického hnutí. Od věku dvanácti let pracoval ve Vítkovických železárnách a už jako učeň byl členem odborové organizace.
Na počátku 20. let byl nejprve členem levicového křídla sociální demokracie. Roku 1921 vstoupil do nově založené KSČ. V letech 1919–1925 se angažoval v mládežnickém hnutí. Roku 1922 se stal krajským důvěrníkem komunistické mládeže na Ostravsku. Od roku 1923 byl členem Ústředního výboru československého Komsomolu. Roku 1926 nastoupil do administrace ostravského listu Dělnický deník. Působil ve vysokých stranických funkcích. Byl tajemníkem okresního výboru KSČ v Orlové. V letech 1930–1933 zastával funkci krajského tajemníka KSČ v Kladně. Potom přešel na post krajského tajemníka KSČ v Hradci Králové.
16. března 1939 byl zatčen a až do konce války vězněn v koncentračním táboře Buchenwald.
V letech 1945–1946 byl poslancem Prozatímního Národního shromáždění za KSČ. V parlamentu setrval až do parlamentních voleb v roce 1946. Znovu se do parlamentu vrátil po volbách do Národního shromáždění roku 1954 jako poslanec za volební kraj Ústí nad Labem. Na poslaneckém postu setrval do konce volebního období v roce 1960.
V letech 1945–1947 byl vedoucím tajemníkem Krajského výboru KSČ v Hradci Králové, v letech 1950–1952 v Ústí nad Labem. Na celostátní konferenci v prosinci 1952 byl zvolen kandidátem Ústředního výboru Komunistické strany Československa, členem ÚV KSČ se stal v září 1953. V této funkci byl potvrzen na X. sjezdu KSČ a XI. sjezdu KSČ. Na XII. sjezdu KSČ se stal členem Ústřední kontrolní a revizní komise KSČ. V letech 1953–1954 byl navíc členem předsednictva ÚV KSČ. V roce 1955 mu byl udělen Řád republiky. Zastával i vládní posty. V druhé vládě Viliama Širokého byl v letech 1955–1957 ministrem pracovních sil a v letech 1957–1959 ministrem bez portfeje.
K roku 1954 se profesně uvádí jako první tajemník Ústřední rady odborů.